# Saut en longueur masculin aux Jeux olympiques d'été de 1936
Pour un article plus général, voir Athlétisme aux Jeux olympiques d'été de 1936.
Navigation
Los Angeles 1932 Londres 1948
L'épreuve du saut en longueur masculin aux Jeux olympiques de 1936 s'est déroulée le 4 août 1936 au Stade olympique de Berlin, en Allemagne. Elle est remportée par l'Américain Jesse Owens.

## Résultats

### Finale

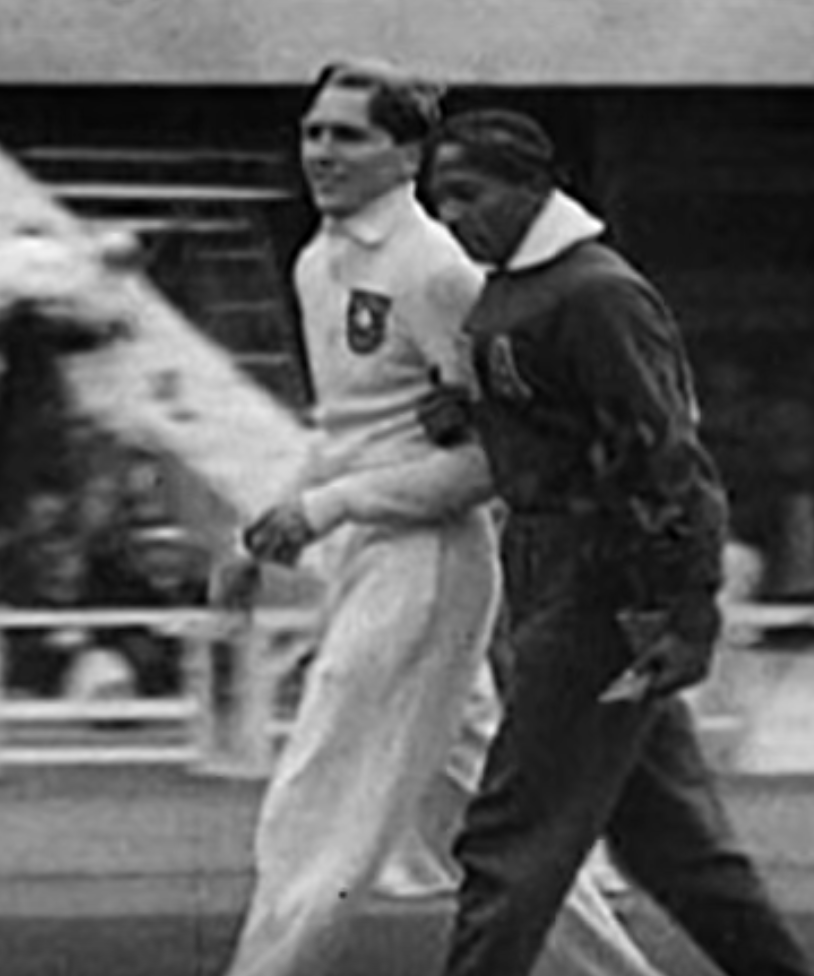
Jesse Owens et Luz Long marchant bras-dessus, bras-dessous après leur compétition. L'Américain et l'Allemand deviennent amis et s'écrivent durant les années qui suivent.

| Rang               | Athlète            | Pays            | Essais | Essais | Essais | Essais | Essais | Essais | Marque | Notes |
| Rang               | Athlète            | Pays            | 1      | 2      | 3      | 4      | 5      | 6      | Marque | Notes |
| ------------------ | ------------------ | --------------- | ------ | ------ | ------ | ------ | ------ | ------ | ------ | ----- |
| Médaille d'or      | Jesse Owens        | États-Unis      | 7.74   | 7.87   | 7.75   | x      | 7.94   | 8.06   | 8.06   | OR    |
| Médaille d'argent  | Luz Long           | Reich allemand  | 7.54   | 7.74   | 7.84   | 7.73   | 7.87   | x      | 7.87   |       |
| Médaille de bronze | Naoto Tajima       | Japon           | 7.65   | x      | 7.74   | 7.52   | 7.60   | x      | 7.74   |       |
| 4                  | Wilhelm Leichum    | Reich allemand  | x      | x      | 7.52   | 7.38   | 7.25   | 7.73   | 7.73   |       |
| 4                  | Arturo Maffei      | Italie          | 7.50   | 7.47   | 7.73   | 7.22   | 7.42   | 7.39   | 7.73   |       |
| 6                  | Bob Clark          | États-Unis      | x      | 7.60   | 7.54   | 7.60   | 7.67   | 7.57   | 7.67   |       |
| 7                  | John Brooks        | États-Unis      | 7.34   | 7.41   | 7.19   |        |        |        | 7.41   |       |
| 8                  | Robert Paul        | France          | 7.34   | 6.93   | 7.08   |        |        |        | 7.34   |       |
| 9                  | Arthur Bäumle      | Reich allemand  | 7.32   | 7.21   | 7.13   |        |        |        | 7.32   |       |
| 10                 | Åke Stenqvist      | Suède           | 7.30   | 7.13   | 6.68   |        |        |        | 7.30   |       |
| 10                 | Otto Berg          | Norvège         | 7.30   | x      | 6.95   |        |        |        | 7.30   |       |
| 12                 | Gianni Caldana     | Italie          | 7.26   | 7.16   | 7.26   |        |        |        | 7.26   |       |
| 13                 | Josef Vosolsobě    | Tchécoslovaquie | x      | 7.03   | 7.18   |        |        |        | 7.18   |       |
| 14                 | Sam Richardson     | Canada          | 7.13   | x      | x      |        |        |        | 7.13   |       |
| 15                 | Márcio de Oliveira | Brésil          | x      | 6.81   | 7.05   |        |        |        | 7.05   |       |
| 16                 | Kenshi Togami      | Japon           | 6.18   | x      | x      |        |        |        | 6.18   |       |

## Légende
Records et Performances
- AR : Record continental (area record)
- CR : Record des championnats (championship record)
- MR : Record du meeting (meet record)
- NR : Record national (national record)
- OR : Record olympique (olympic record)
- PR : Record paralympique (paralympic record)
- PB : Record personnel (personal best)
- SB : Meilleure performance personnelle de la saison (season's best)
- WL : Meilleure performance mondiale de l'année (world leader)
- WJR : Record du monde junior (world junior record)
- WR : Record du monde (world record)

Circonstances et Conditions
- DNF : N'a pas terminé (did not finish)
- DNS : N'a pas pris le départ (did not start)
- DQ : Disqualification (disqualification)
- NM : Aucun essai valable enregistré (No Mark)
- Q : Qualifié « directement » au prochain tour (ou à la prochaine compétition), lors d'une compétition majeure, grâce au classement ou à la réalisation des minima (automatic qualifier)
- q : Qualifié au prochain tour (ou à la prochaine compétition), lors d'une compétition majeure, grâce au repêchage ou à la réalisation de l'une des meilleures performances parmi celles des « non qualifiés directement » (grâce au meilleur temps ou à la meilleure distance par exemple) (secondary qualifier)